# Fernand Fenaux
Pour les articles homonymes, voir Fenaux.
Fernand Alphonse Fenaux, né le 27 septembre 1877 à Givet (Ardennes) et mort le 29 août 1943 au Havre (Seine-Inférieure), est un ingénieur français.

## Biographie
Polytechnicien, il choisit le génie maritime et est affecté à l'arsenal de Cherbourg, où il se spécialise dans la construction de sous-marins. 
En 1909, il est engagé aux chantiers Normand du Havre. Il travaille dès 1912 à un projet de sous-marin mouilleur de mines équipé d'un système permettant l'immersion des mines en plongée. Son idée n'est d'abord pas retenue par l’État-major général puis, en septembre 1915, il est finalement décidé de transformer les sous-marins Astrée et Amarante en mouilleurs de mines avec système Fenaux. 
Mobilisé, Fenaux est affecté aux opérations des Dardanelles et établit en 1917 les plans du sous-marin Pierre-Chailley. 
Directeur des chantiers Normand après la guerre, il travaille à la série de sous-marins mouilleurs de mines de type Saphir dont le plus célèbre sera le Rubis. 
On doit aussi à Fenaux les plans de plusieurs torpilleurs tels ceux du Bouclier ou de l'Enseigne-Gabolde.